# آثار الانحلال الجنسي البشري
آثار الانحلال الجنسي البشري هو التعدد الجنسي لدى البشر ويشير إلى ممارسة إقامة علاقات جنسية مع عدة شركاء مختلفين. عند الرجال، يُعرف هذا السلوك الذي يتميز بعدم التمييز الجنسي والرغبة الجنسية المفرطة باسم "الشبق الجنسي"، بينما يُشار إليه تقليديًا عند النساء باسم "الهوس الجنسي". تُعد هاتان الحالتان من الأنماط السلوكية التي قد تكون قهرية ومرضية، وترتبطان غالبًا بالنشاط الجنسي المفرط. من بين الآثار أو النتائج المترتبة على هذه السلوكيات، تبرز المشاكل المرتبطة بالعلاقات الجنسية غير المشروعة، والتي قد تتضمن تحديات اجتماعية، نفسية، وصحية تؤثر على الأفراد والمجتمع بشكل عام.
إن العدد الكبير من الشركاء الجنسيين في حياة الشخص يعني عادةً أنه معرض لخطر أكبر للإصابة بالأمراض المنقولة جنسياً والسرطانات التي تهدد الحياة. وترتبط هذه التكاليف إلى حد كبير بالعواقب الوخيمة على الصحة البدنية والعقلية. تتكون المخاطر الصحية الجسدية بشكل أساسي من مخاطر الإصابة بالأمراض المنقولة جنسياً، مثل فيروس نقص المناعة البشرية والإيدز، والتي تزداد مع قيام الأفراد بتطوير شركاء جنسيين طوال حياتهم. المخاطر المتعلقة بالصحة العقلية والتي عادة ما ترتبط بالأفراد المختلطين هي اضطرابات المزاج والشخصية، والتي غالبًا ما تؤدي إلى اضطرابات تعاطي المخدرات أو المرض الدائم. تترجم هذه التأثيرات عادة إلى العديد من القضايا الأخرى طويلة الأمد في حياة الناس وفي علاقاتهم، وخاصة في حالة المراهقين أو أولئك الذين يعانون من أمراض مرضية سابقة أو اضطرابات أو عوامل مثل الخلل الأسري والضغوط الاجتماعية.
قد أظهرت الأبحاث أيضًا أنه قد تكون هناك بعض الفوائد فيما يتعلق باللياقة الصحية لأبناء الإناث غير المنتظمات في بعض الحيوانات.

## الفجور عند المراهقين
من المعروف أن انتشار العلاقات الجنسية غير الشرعية بين المراهقين يعد السبب الجذري للعديد من المخاطر الجسدية والعقلية والاجتماعية والاقتصادية. توصلت الأبحاث إلى أن المراهقين، على وجه الخصوص، معرضون لخطر أكبر من العواقب السلبية نتيجة للعلاقات الجنسية غير الشرعية.
في منطقة جنوب الصحراء الكبرى في أفريقيا، يواجه المراهقون المشاركون في أنشطة عشوائية العديد من المخاطر الصحية والاقتصادية المتعلقة بالحمل في سن المراهقة، ووفيات الأمهات، ومضاعفات الولادة، وفقدان الفرص التعليمية. يقترح أن الارتباط المتزايد بين الأمراض المنقولة جنسياً بين المراهقين قد يكون نتيجة لحواجز أمام خدمات الوقاية والإدارة، مثل الحواجز الأساسية (مرافق العلاج الطبي غير المناسبة)، وحواجز التكلفة، والحواجز التعليمية، والعوامل الاجتماعية مثل مخاوف السرية والإحراج.

## التأثيرات الصحية الجسدية
تشير التقديرات إلى أن المراهقين، مقارنة بالبالغين، يواجهون خطرًا أعلى للإصابة بالأمراض المنقولة جنسيًا، مثل الكلاميديا والسيلان والزهري والهربس. وتُعد الإناث المراهقات أكثر عرضة للإصابة بهذه الأمراض، ويُعتقد أن ذلك يعود إلى العوامل البيولوجية، مثل زيادة تمدد عنق الرحم، مما يجعله أكثر عرضة للإصابة بالعدوى. إلى جانب هذه المخاطر الصحية، تواجه الأمهات المراهقات، اللواتي غالبًا ما يكون حملهن الأول، احتمالية أكبر للإصابة بمضاعفات خلال الحمل والولادة. وتشمل هذه المضاعفات تأثيرات صحية سلبية على كل من الأم والطفل، مما قد يؤدي إلى عواقب تمتد لتؤثر على الأسرة، المجتمع، وحتى الأجيال القادمة.
تعكس هذه المخاطر الحاجة إلى تعزيز التوعية الصحية والوقاية، بالإضافة إلى توفير خدمات الرعاية الصحية المخصصة للمراهقين، للحد من انتشار الأمراض المنقولة جنسيًا وتقليل المخاطر المرتبطة بالحمل المبكر..

## مضاعفات الحمل والولادة
تبين أن المضاعفات المرتبطة بالحمل تسبب ما يصل إلى نصف جميع الوفيات لدى النساء في سن الإنجاب في البلدان النامية. في بعض المناطق، مقابل كل امرأة تموت أثناء الولادة، هناك 10-15 امرأة أخرى تعاني من أضرار صحية جسيمة بسبب الولادة، مما يسبب غالبًا مخاطر كبيرة على الصحة العقلية والضيق. ومع ذلك، فإن هذه الأرقام هي تقديرات لأن البيانات الرسمية غير مسجلة في أنظمة التسجيل. وفي سياق الحمل والمضاعفات التي تصيب الأم ووفياتها، فقد ثبت أن العمر في حد ذاته قد يسبب مخاطر صحية أقل للأم أو النسل بسبب انتشار الولادات الأولى بين الأعمار الأصغر. تكون حالات الولادة الأولى أعلى بين المراهقين وعادة ما تكون أكثر تعقيدًا من حالات الولادة في ترتيب أعلى. وتشمل هذه الملاحظات المضاعفات الأخرى المرتبطة بالولادة مثل عدم تناسق الرأس والحوض، وهي حالة يكون فيها حوض الأم صغيرًا جدًا مقارنة برأس الطفل بحيث لا يسمح للطفل بالمرور. يعتبر عدم تناسق الرأس والحوض أكثر شيوعًا عند النساء الأصغر سنًا. العديد من هذه المخاطر أعلى بين الإناث الأصغر سنا، ويعتبر الجسم الأكثر نضجا مثاليا للحمل والإنجاب الناجح. ومع ذلك، قد تكون الأم التي يزيد عمرها عن 35 عامًا أكثر عرضة لخطر مواجهة مضاعفات الولادة الأخرى المختلفة.
في دراسة أجريت على أكثر من 22000 ولادة في زاريا، نيجيريا، وجد أن معدل وفيات الأمهات كان أعلى بمقدار 2-3 مرات بين النساء في سن 15 عامًا أو أقل من النساء في سن 16 إلى 29 عامًا. وقد وجد أيضًا أنه في أفريقيا، فإن احتمالية وفاة الأمهات لدى من تقل أعمارهم عن 15 عامًا تزيد بنحو 5 إلى 7 مرات عن النساء الأكبر سنًا بخمس إلى 9 سنوات.

## الأمراض المنقولة جنسيا
في حين ارتفعت معدلات الإصابة بهذه الأمراض المنقولة جنسياً بين الأفراد الذين تتراوح أعمارهم بين 15 و 24 عامًا في الولايات المتحدة لكل من الذكور والإناث في عامي 2016 و 2017، فقد وجد أن معدلات الكلاميديا كانت أعلى باستمرار بين الشابات في سن 15-24 عامًا. كانت حالات الزهري الأولي والثانوي المبلغ عنها أعلى باستمرار بين الرجال والنساء المراهقين مقارنة بالرجال والنساء البالغين. في الولايات المتحدة في عام 2017، كان هناك 1,069,111 حالة إصابة بالكلاميديا تم الإبلاغ عنها بين الأشخاص الذين تتراوح أعمارهم بين 15 و25 عامًا، وهو ما يمثل الأغلبية، ما يقرب من 63%، من جميع حالات الكلاميديا في الولايات المتحدة. وارتفعت هذه الأرقام بنسبة 7.5% عن عام 2016 في الفئة العمرية 15-25 عامًا. وفي الفئة العمرية 20-24 عامًا، ارتفع المعدل بنسبة 5.0% خلال نفس الفترة الزمنية. ومن بين الرجال في الفئة العمرية 15-24 عامًا، كانت هناك زيادة بنسبة 8.9% في عام 2017 منذ عام 2016 وزيادة بنسبة 29.1% منذ عام 2013.
كما تم الإبلاغ عن زيادة حالات الإصابة بالسيلان لدى الفئة العمرية 15-19 عامًا في عام 2017 منذ عام 2016. وفي حالة النساء في الفئة العمرية 15-24 عامًا، كانت هناك زيادة بنسبة 14.3% في عام 2017 منذ عام 2016، وزيادة بنسبة 24.1% منذ عام 2013. بين الرجال، ارتفع معدل الإصابة بالسيلان المبلغ عنها بنسبة 913.4% في عام 2017 منذ عام 2016 و951.6% منذ عام 2013. سجلت النساء في الفئة العمرية 20-24 عامًا أعلى زيادة في حالات السيلان المبلغ عنها بين النساء، وسجلت الفئة العمرية 15-19 عامًا ثاني أعلى معدل زيادة.
في حين أن حالات الزهري الأولي والثانوي أكثر ندرة بكثير من السيلان والكلاميديا والهربس، إلا أن الحالات المبلغ عنها زادت لكل من الذكور والإناث. وفي النساء في الفئة العمرية من 15 إلى 24 عامًا، زادت حالات الإصابة بمرض الزهري بنسبة 107.8% في عام 2017 منذ عام 2016 وزادت بنسبة 583.3% منذ عام 2013. وفي حالة الرجال الذين تتراوح أعمارهم بين 15 و24 عامًا، ارتفع المعدل بنسبة 8.3% إلى 26.1 حالة لكل 100 ألف من الذكور في عام 2017 مقارنة بعام 2016 وبنسبة 50.9% منذ عام 2013. ارتفعت تقارير الإصابة بالزهري الأولي والثانوي بنسبة 9.8% للفئة العمرية 15-19 عامًا وبنسبة 7.8% للفئة العمرية 20-24 عامًا من عام 2016 إلى عام 2017.
في الولايات المتحدة، يعد فيروس الورم الحليمي البشري أكثر الأمراض المنقولة جنسياً شيوعًا. لقد أدى الاستخدام الروتيني للقاحات فيروس الورم الحليمي البشري إلى تقليل انتشار فيروس الورم الحليمي البشري بشكل كبير في عينات الإناث في سن 14-19 و20-24، وهي الفئة العمرية الأكثر عرضة للإصابة بفيروس الورم الحليمي البشري، في الفترة 2011-2014 منذ الفترة 2003-2006.

## التأثيرات على الصحة العقلية
كما لوحظ أيضًا أن الاضطرابات العاطفية والعقلية هي نتيجة للعلاقات غير الشرعية في مرحلة المراهقة. أظهرت الدراسات وجود ارتباط وعلاقة مباشرة بين المخاطر الجنسية لدى المراهقين ومخاطر الصحة العقلية. تشمل المخاطر الجنسية تعدد الشركاء الجنسيين، وعدم استخدام وسائل الحماية، وممارسة الجنس في سن مبكرة. تشمل المخاطر العقلية المرتبطة بهذه الاضطرابات المعرفية مثل القلق والاكتئاب واضطراب تعاطي المخدرات. كما وجد أن العلاقات الجنسية غير الشرعية بين المراهقين يمكن أن تكون نتيجة لإساءة استخدام المواد والحالات الصحية العقلية السابقة مثل الاكتئاب السريري. فيما يتعلق بالإصابة بالأمراض المنقولة جنسياً، فقد ثبت أن هناك ارتباطاً بين ذلك وتراجع الصحة العقلية. من المعروف أن مرض الزهري العصبي يسبب الاكتئاب الشديد، والهوس، والذهان، وحتى الهلوسة في المراحل المتأخرة من المرض. ومن المعروف أن عدوى الكلاميديا تزيد من معدلات الاكتئاب حتى في الأفراد الذين لا تظهر عليهم أعراض.
يمكن أن تؤدي الأمراض المنقولة جنسياً إلى تعريض النساء لخطر العقم، مما يؤدي عمومًا إلى الشعور بالاكتئاب. وينطبق هذا على النساء اللاتي لا زلن قادرات على الحمل لأن هناك خطرًا كبيرًا لنقل المرض إلى أطفالهن أثناء الحمل أو الولادة. النساء أكثر عرضة للتأثيرات الصحية النفسية والاجتماعية للأمراض المنقولة جنسيا. أفادوا بأنهم يشعرون بمشاعر هائلة من الخجل والذنب واللوم الذاتي بعد التشخيص. يمكن أن يؤدي هذا إلى سلوكيات تجنبية والخوف من الكشف ليس فقط للشركاء الجنسيين ولكن للعائلة والأصدقاء. ترتبط كل هذه السلوكيات بتدهور الصحة العقلية، سواء كان اكتئابًا أو قلقًا أو أي اضطراب آخر.
تساهم عوامل أخرى في كيفية تأثير الأمراض المنقولة جنسياً على الصحة العقلية، وتشمل هذه العوامل تاريخ الصدمة والوصمة الناجمة عن المرض.

## التأثيرات الاجتماعية والاقتصادية
إن المخاطرة الجنسية والأنشطة غير المشروعة، فيما يتعلق بالشباب، يمكن أن تؤدي أيضًا إلى العديد من المخاطر الاجتماعية والاقتصادية. وفي أفريقيا جنوب الصحراء الكبرى، على سبيل المثال، وجدت الأبحاث أن الحمل بين المراهقات يفرض مخاطر اجتماعية واقتصادية كبيرة، لأنه يجبر الشابات، وخاصة من ينتمين إلى أسر ذات دخل منخفض للغاية، على ترك المدرسة لمتابعة الإنجاب. وتشكل هذه الاضطرابات في التعليم الأساسي مخاطر تستمر مدى الحياة وتمتد إلى أجيال عديدة بالنسبة للأشخاص المعنيين. كما أن الإدانة الاجتماعية تمنع هؤلاء الأمهات الشابات من طلب المساعدة، ونتيجة لذلك يصبحن أكثر عرضة للإصابة بمخاطر جسدية وعقلية أخرى، مما قد يؤدي لاحقًا إلى مخاطر صحية جسدية وتعاطي المخدرات.

#### الفجور عند البالغين
إن العلاقات الجنسية العشوائية بين البالغين، كما هو الحال مع المراهقين، تشكل مخاطر كبيرة على الصحة البدنية والعقلية والاجتماعية والاقتصادية. يرتبط وجود شركاء جنسيين متعددين بمخاطر مثل وفيات الأمهات والمضاعفات، والسرطانات، والأمراض المنقولة جنسياً، وتعاطي الكحول والمخدرات، والإدانة الاجتماعية في بعض المجتمعات. يؤدي العدد الأكبر من الشركاء الجنسيين إلى زيادة خطر الإصابة بالأمراض المنقولة جنسياً، ومشاكل الصحة العقلية، وتعاطي الكحول/المخدرات. ومع ذلك، وجد أن البالغين بشكل عام أقل عرضة لمضاعفات الحمل والولادة، مثل عدم تناسق الرأس والحوض، مقارنة بالمراهقين، في حين أنهم أكثر عرضة لمضاعفات الولادة الأخرى.

#### التأثيرات الصحية الجسدية
العلاقات الجنسية غير الشرعية عند البالغين لها آثار ضارة على الصحة البدنية. مع زيادة عدد الشركاء الجنسيين الذين يمارسهم الشخص طوال حياته، يزداد خطر إصابته بالأمراض المنقولة جنسياً. إن طول مدة العلاقة الجنسية مع الشريك، وعدد الشركاء السابقين والحاليين، والحالات السابقة، كلها متغيرات تؤثر على تطور المخاطر في حياة الشخص. قد يكون الأفراد الذين يمارسون علاقات جنسية عشوائية أكثر عرضة للإصابة بسرطان البروستاتا وسرطان عنق الرحم وسرطان الفم نتيجة لوجود شركاء جنسيين متعددين، وعند الجمع بين العلاقات الجنسية العشوائية وأفعال محفوفة بالمخاطر مثل التدخين وتعاطي المخدرات، يمكن أن تؤدي العلاقات الجنسية العشوائية أيضًا إلى أمراض القلب.
وعلى الرغم من انخفاض معدل حالات الإصابة بفيروس نقص المناعة البشرية/الإيدز مع تحسن العلاج الطبي والتثقيف بشأن هذه المسألة، فإن فيروس نقص المناعة البشرية/الإيدز لا يزال مسؤولاً عن وفاة أكثر من 20 مليون شخص خلال 20 عاماً، مما يؤثر بشكل كبير على سبل عيش مجتمعات بأكملها في الدول النامية. وفقًا لمنظمة الصحة العالمية، يوجد حاليًا أكثر من 40 مليون شخص مصاب بفيروس نقص المناعة البشرية/الإيدز، و95% من هذه الحالات في العالم النامي.
يؤثر أكثر من 340 مليون حالة من الأمراض المنقولة جنسياً القابلة للعلاج على الناس في جميع أنحاء العالم كل عام، مما يشكل خطراً كبيراً على الأفراد حيث يصبحون أكثر عرضة للإصابة بفيروس نقص المناعة البشرية وأكثر عرضة لنشر الفيروس.
وأظهرت الدراسات أيضًا أن الأفراد الذين ينخرطون في علاقات طويلة الأمد، على عكس السلوكيات الجنسية المفرطة والعشوائية، أقل عرضة للوقوع ضحية للعنف المنزلي.

#### التأثيرات على الصحة العقلية
وفقًا لبحث أجرته سانديا رامراكا من كلية الطب في دنيدن، فإن احتمالية الإصابة باضطراب تعاطي المخدرات تزداد بشكل خطي مع زيادة عدد الشركاء الجنسيين. وكان هذا أكبر بشكل خاص بالنسبة للنساء، ومع ذلك، لم يكن هناك ارتباط مع مخاطر الصحة العقلية الأخرى. يتناقض هذا مع دراسات أخرى وجدت بالفعل أن هناك علاقة بين مخاطر الصحة العقلية والشركاء الجنسيين المتعددين.

#### التأثيرات الاجتماعية والاقتصادية
غالبًا ما يؤثر وجود شركاء جنسيين متعددين سلبًا على الفرص التعليمية للنساء الشابات، مما قد يؤثر على حياتهن المهنية وفرصهن كبالغات؛ كما أن تكرار وجود شركاء جنسيين متعددين له آثار اقتصادية سلبية طويلة المدى على النساء نتيجة لفقدان التعليم. ومع ذلك، هناك أدلة قليلة تشير إلى أن عدد الشركاء الجنسيين يؤثر سلبًا على الفرص التعليمية والاقتصادية للذكور.

## تقليل التأثيرات
يشكل التعدد الجنسي بين البشر مخاطر بدنية وعقلية واجتماعية واقتصادية كبيرة على المراهقين وكذلك البالغين في جميع أنحاء العالم. وقد حدد الباحثون والمنظمات طرقًا لتقليل هذه المخاطر بمرور الوقت. وتشمل هذه الوقاية والعلاج من الأمراض المنقولة جنسياً والآثار الأخرى للعلاقات الجنسية غير الشرعية بين البشر.

#### وقاية
وفقًا لمنظمة الصحة العالمية، يمكن تحقيق الحد من المخاطر الضارة للعلاقات الجنسية غير الشرعية أولاً من خلال الوقاية. ويتم دعم هذه الجهود من خلال برامج الوقاية من فيروس نقص المناعة البشرية والأمراض المنقولة جنسياً، والتي تم تحديدها في إعلان الالتزام خلال الجمعية العامة للأمم المتحدة بشأن فيروس نقص المناعة البشرية/الإيدز في يونيو/حزيران 2001. إن ممارسة الجنس الآمن واستخدام الواقي الذكري ووسائل منع الحمل وإدارة الأمراض المنقولة جنسياً بشكل فعال أمر ضروري لمنع انتشار هذه الأمراض المنقولة جنسياً، كما يمكن أن يؤدي ذلك إلى تحسين الوضع الاجتماعي والاقتصادي لمجتمعات بأكملها حيث يمكن للفتيات الصغيرات متابعة التعليم بدلاً من الإنجاب. على نطاق واسع بما فيه الكفاية مع استهداف المواقع التي تتركز فيها الأمراض المنقولة جنسياً والتي تتمتع بمعدلات عالية من الأمراض المنقولة جنسياً، يمكن لهذه البرامج أن تقلل إلى حد كبير من آثار العلاقات الجنسية غير المشروعة.

#### علاج
تفتقر العديد من هذه المناطق ذات الدخل المنخفض إلى المعدات أو المرافق المناسبة لعلاج هذه المخاطر. إن توسيع نطاق العلاج المضاد للفيروسات القهقرية وتمكين الوصول على نطاق أوسع إلى جميع الخدمات الطبية والدعم يمكن أن يكون له أهمية قصوى في علاج الأمراض المنقولة جنسياً بمجرد حدوثها. بالنسبة للمخاطر الصحية العقلية التي يفرضها التعدد الجنسي بين البشر، فلا بد من تقديم خدمات استشارية ومرافق فعالة، مما يتيح الحد من هذه المخاطر بمرور الوقت.